# 戴维·韦斯利
戴维·巴拉考·韦斯利（英語：David Barakau Wesley，1970年11月14日—），出生于美国得克萨斯州的圣安东尼奥，前美国职业篮球运动员，司职得分后卫
由于身高仅有1米85，很多球探都认为韦斯利无法在NBA作为得分后卫立足，而会成为一个控球后卫。但是韦斯利成功的证明了自己。在贝勒大学毕业之后，没有参加选秀的韦斯利被紐泽西网签下，其后曾经效力于波士顿塞爾提克、紐奧良黄蜂和休士頓火箭，平均每场获得13分和4.6次助攻。
韦斯利曾经在2000年的一次不计后果和危险的赛车活动中发生了交通事故，他的朋友和队友鮑比·菲爾斯不幸身亡。处理事件的警察称韦斯利和菲尔斯当时的速度超过了160公里每小时，菲尔斯的赛车失去了控制，和对面方向的车辆相撞。报告称菲尔斯和韦斯利的飚车是“不稳定的、不计后果的、大意的、粗心的和有侵略性的”，两人都“参与到了速度竞赛中”。韦斯利当时的驾照则处于吊销状态。

## 琐事
- 韦斯利的表哥麦克尔·迪克森作为NBA的得分后卫退役，也曾经为火箭队效力。
- 韦斯利现在在NBA全时期的三分球命中数排行榜上排名第26。
- 他是歷史上單場表現最差的球員。